# The Boys Are Back – Zurück ins Leben
The Boys Are Back – Zurück ins Leben (Originaltitel: The Boys Are Back) ist ein australisch-britisches Filmdrama des Regisseurs Scott Hicks aus dem Jahr 2009, das auf dem 2001 erschienenen autobiografischen Roman The Boys Are Back In Town von Simon Carr und damit auf wahren Begebenheiten basiert.

## Handlung
Der erfolgreiche britische Sportreporter Joe Warr lebt in zweiter Ehe mit seiner Frau Katy und ihrem gemeinsamen Sohn Artie an der Grenze zum Outback in South Australia. Als Katy, die an Krebs leidet, verstirbt, bricht Joes Welt zusammen. Der schwer unter dem Verlust leidende Vater steht nun allein vor der Aufgabe, sich seinen beruflichen Herausforderungen stellen, den Haushalt stemmen und sich um die Erziehung seines sechsjährigen Sohns Artie kümmern zu müssen. Mit Laura, der Mutter einer Schulfreundin von Artie, findet Joe eine tatkräftige Unterstützung, die ihm hin und wieder im Haushalt behilflich ist und zudem Artie zu sich nimmt, wenn Joe aus beruflichen Gründen um den Globus reisen muss. Die hilfsbereite Blondine ist mit dieser Rolle jedoch zusehends unzufriedener.
Während eines Telefonats mit Harry, Joes 14-jährigem Sohn aus erster Ehe, kommt dieser auf die Idee, seinen Vater während der Sommerferien in Australien zu besuchen. Seine Mutter, die mit ihm in London lebt, ist zunächst wenig erfreut von der Idee, lässt ihn aber schließlich abreisen.
Zwar verstehen sich Harry und Artie von der ersten Minute an, dennoch ist Joe mit den beiden Jungen gänzlich überfordert und entschließt sich zu einem lockeren Regiment in den eigenen vier Wänden. Er verfolgt fortan die Philosophie, dass erlaubt ist, was Spaß macht. Darauf macht sich schleichend das Chaos in dem Männerhaushalt breit, und die Spannungen zwischen den dreien nehmen zu.
Um Zeit zu sparen und mehr Zeit für seine Kinder zu haben, entschließt sich Joe, die Berichterstattung der Australian Open nicht durch eigene Anwesenheit im Stadion zu leisten, sondern durch die Verfolgung der Fernsehübertragungen. Ein Arbeitskollege warnt ihn, dass sein Chef Eintrittskarten für das Finale der Herren besitzt. Daraufhin muss Joe so überstürzt nach Melbourne abreisen, dass er keine Aufsichtsperson für seine Söhne mehr finden kann. Stattdessen verbleibt er mit ihnen, dass sie telefonisch in Kontakt bleiben werden. Dies funktioniert solange überraschend gut, bis sich Jugendliche, die Harry bei einer Party am Strand kennengelernt hat, Zutritt zu Joes Haus verschaffen, um dort gegen den Willen von Harry und Artie eine rauschende Party zu feiern.
Der fast traumatisiert wirkende Harry kontaktiert Joes Schwiegermutter Barbara und lässt sich von ihr am folgenden Tag in den Flieger zurück nach London setzen. Dabei nimmt sie zugleich Artie in ihre Obhut.
Als Joe aus Melbourne zurückkehrt, bleibt der sich abzeichnende Ärger mit seiner Schwiegermutter nicht aus. Obwohl ihr seine Erziehungsmethoden missfallen, lässt sie ihn mit Artie seines Weges ziehen. Sowohl Artie als auch Joe bemerken, dass ihnen Harry fehlt, und beschließen, ihm nach London nachzureisen.
In London suchen die beiden Joes Ex-Frau und Harrys Mutter Flick auf, um Harry davon zu überzeugen, mit ihnen dauerhaft nach Australien zurückzukehren. Zunächst scheint das Unterfangen aussichtslos. Schließlich aber sprechen sich Joe und Harry aus, dem seit seiner Kindheit die Frage auf dem Herzen liegt, warum ihn sein Vater verlassen hat. Joe gibt ihm die ehrliche Antwort, er sei davon ausgegangen, dass ein Kind bei seiner Mutter aufwachsen sollte und er erwartet habe, dies sei für Harry das Beste gewesen. Daraufhin gesteht Harry, dass er sich sein ganzes Leben gewünscht habe, mit seinem Vater zusammenzuleben.
Schließlich kehren Joe und Artie gemeinsam mit Harry nach Australien zurück.

## Hintergrund
Die Produktionsdauer betrug 316 Tage vom 4. August 2008 bis zum 15. Juni 2009. Dieser Zeitraum umfasst die 61 Drehtage vom 29. September 2008 bis zum 28. November 2008. Gedreht wurde in Adelaide, Kangarilla, McLaren Vale sowie der Fleurieu-Halbinsel in Australien und in London sowie Forty Green in England. Am 15. September 2009 feierte der Film seine Premiere in Kanada beim Toronto International Film Festival. Ab dem 25. September 2009 war der Film in den Kinos der USA zu sehen. In den deutschen Kinos sollte der Film am 28. Januar 2010 anlaufen. Allerdings befürchtete der Rechteinhaber Walt Disney Studios Motion Pictures, dass der Film nicht hinreichend viele Besucher in die Kinos locken würde und entschied sich für eine direkte Veröffentlichung auf DVD. Diese erfolgte mit Deutschland als erstem Land am 15. April 2010. Am Eröffnungswochenende konnte der Film an den US-amerikanischen Kinokassen über 49.300 US-Dollar einspielen. Insgesamt wurden in den USA rund 809.750 US-Dollar eingenommen.
The Boys Are Back ist der erste Film, den der aus South Australia stammende Regisseur Scott Hicks seit dem Film Shine – Der Weg ins Licht wieder in seiner Heimatregion drehte.
Clive Owen wird in diesem Film erstmals im Abspann im Kreise der Produzenten aufgeführt.
Simon Carr, der Autor des dem Film zugrunde liegenden Romans The Boys Are Back In Town, dessen autobiografisches Werk von ihm und seinen Söhnen handelt, besuchte zusammen mit seinen beiden Söhnen das Filmset.
Der Film ist der letzte 2009 von Miramax veröffentlichte Film, dem Anfang 2010 lediglich drei weitere Veröffentlichungen folgten, da die Mutterfirma Disney am 29. Januar 2010 bekanntgab, Miramax zu schließen und sämtliche Mitarbeiter zu entlassen.
Um das Haus der Warrs zu bauen, das extra für die Dreharbeiten errichtet wurde, wurden acht Wochen benötigt.

## Soundtrack
Die neun Musiktitel der isländischen Band Sigur Rós waren ursprünglich lediglich als provisorische Filmmusik eingeplant. Als der Regisseur Scott Hicks jedoch merkte, dass sie die von ihm intendierte Stimmung perfekt einfingen, machte er sich auf den Weg nach Island, um der Band, die bei der Verwertung ihrer Musik als restriktiv gilt, den Film zu präsentieren und persönlich von der Band die Genehmigung zur Verwendung der Musik im Film einzuholen. Hicks wählte weitere australische Künstler, um den Soundtrack zu vervollständigen.
Schließlich erschien am 30. März 2010 bei Phantom Sound & Vision der Soundtrack zum Film, der 19 Musiktitel enthält.
| Nr. | Titel                            | Interpret      | Dauer |
| --- | -------------------------------- | -------------- | ----- |
| 1.  | The Boys Are Back                | Hal Lindes     | 3:11  |
| 2.  | Fljotavik                        | Sigur Rós      | 3:49  |
| 3.  | Water Fight                      | Hal Lindes     | 2:23  |
| 4.  | All the Wild Horses              | Ray LaMontagne | 3:16  |
| 5.  | Joe & Laura                      | Hal Lindes     | 2:04  |
| 6.  | Katy’s Garden                    | Hal Lindes     | 1:35  |
| 7.  | This Wasted Life                 | Mayfield       | 3:01  |
| 8.  | Joe’s Office                     | Hal Lindes     | 0:26  |
| 9.  | Family Photos                    | Hal Lindes     | 0:36  |
| 10. | Harry & Artie Home Alone         | Hal Lindes     | 0:47  |
| 11. | The Fix                          | Elbow          | 4:28  |
| 12. | Journey to England               | Hal Lindes     | 0:52  |
| 13. | Love Me, Chase Me                | Carney         | 4:57  |
| 14. | Don’t Abandon Us Now             | Hal Lindes     | 0:52  |
| 15. | Paddington Farewell              | Hal Lindes     | 1:21  |
| 16. | You Belong to Me                 | Carla Bruni    | 2:59  |
| 17. | The Boys Are Back – Reprise      | Hal Lindes     | 2:57  |
| 18. | Ara Batur                        | Sigur Rós      | 8:56  |
| 19. | Don’t Abandon Us Now – Revisited | Hal Lindes     | 0:55  |

## Kritik
Nach Urteil von Carmen Böker von der Berliner Zeitung ist der Film „schlicht Konfektionsware für einen besinnlichen Abend mit Taschentuch“.
Timo Buschkämper aus der Redaktion von filmreporter.de sah einen Film, dessen Regisseur den „positiven Ersteindruck“ aus Shine – Der Weg ins Licht zu wiederholen vermag. So ist er mit der Arbeit vor wie auch hinter der Kamera gleichermaßen zufrieden: „Hicks stellt Clive Owen in den Fokus seiner Inszenierung und dieser dankt ihm mit einer überzeugenden Darbietung. Die Nebenrollen sind ebenfalls glänzend besetzt, vor allem Emma Booth und George MacKay hinterlassen einen positiven Eindruck. Der sichere Blick für den Grundkonflikt der Erzählung bewahrt Hicks davor, ins Kitschige abzugleiten. Sowohl die Kulisse als auch der Erzählrhythmus sind stimmig. Am Ende bleibt ein Werk, welches sich seriös mit Themen wie Tod und Einsamkeit auseinandersetzt, ohne auf eine Prise Humor zu verzichten.“
„Das einfühlsame Drama, das auf eindrucksvolle Weise die Herausforderungen eines alleinerziehenden Vaters schildert“, besticht nach Meinung der Redaktion der Computer Bild ebenso wie dessen Besetzung. „Nicholas McAnulty, der als der lebhafte Artie brilliert, ist überaus präsent, jedoch muss George MacKays Leistung als der eher in sich gekehrte Harry in gleicher Weise gewürdigt werden.“

## Nominierungen und Auszeichnungen
2009 wurde George MacKay bei den British Independent Film Awards in der Kategorie „Bester Newcomer“ nominiert, musste sich allerdings Katie Jarvis geschlagen geben, die für ihre Darstellung in Fish Tank geehrt wurde. 2010 wurde George MacKay bei den London Critics Circle Film Awards in der Kategorie „Bester britischer Nachwuchs“ nominiert.